# Ordoviciano medio
Nella scala dei tempi geologici, l'Ordoviciano medio rappresenta la seconda delle tre epoche o serie stratigrafiche in cui è suddiviso l'Ordoviciano, che a sua volta è il secondo dei sei periodi in cui è suddivisa l'era del Paleozoico.
L'Ordoviciano medio è compreso tra 471,8 ± 1,6 e 460,9 ± 1,6 milioni di anni fa (Ma), preceduto dall'Ordoviciano inferiore e seguito dall'Ordoviciano superiore.

## Suddivisioni
La Commissione Internazionale di Stratigrafia riconosce per l'Ordoviciano medio la suddivisione in due stadi stratigrafici:
- Darriwiliano, (468,1 ± 1,6 - 460,9 ± 1,9 Ma)
- Dapingiano, (471,8 ± 1,6 - 468,1 ± 1,6 Ma)

## Definizioni stratigrafiche e GSSP
Il limite inferiore dell'Ordoviciano medio coincide con quello del suo primo stadio, il Dapingiano, ed è definito dalla prima comparsa negli orizzonti stratigrafici dei conodonti della specie Baltoniodus triangularis. 
Il limite superiore è fissato dalla prima comparsa dei graptoliti della specie Nemagraptus gracilis.

### GSSP
Come GSSP, il profilo stratigrafico di riferimento della Commissione Internazionale di Stratigrafia, è stata scelta nel 2007 la sezione Huanghuachang, nella provincia cinese dell'Hubei, 22 km a nordovest di Yichang, sulla strada che porta alla contea di Xinshan.